# Семейство Флинтстоун: Яба Даба Ду!
„Семейство Флинтстоун: Яба Даба Ду!“ (на английски: I Yabba-Dabba Do!) е американски анимационен телевизионен филм, базиран от анимационните серии от 60-те години „Семейство Флинтстоун“ и спинофа „Шоуто на Пебълс и Бам-Бам“. Излъчен е по ABC на 7 февруари 1993 г.

## Дублажи

### Мулти Видео Център (1996)
| Превод             | Елисавета Манчева                                              |
| Тонрежисьор        | Добромир Чочов                                                 |
| Озвучаващи артисти | Мария Никоевска Даринка Митова Васил Бъчваров Стефан Димитриев |

### TITLE.BG (2009)
| Превод              | Йосиф Йосифов                                                             |
| Тонрежисьор         | Петър Макавеев                                                            |
| Режисьор на дублажа | Жени Пашова                                                               |
| Озвучаващи артисти  | Силвия Лулчева Ралица Ковачева-Бежан Кирил Ивайлов Стефан Сърчаджиев-Съра |